# Arthraxon raizadae
Arthraxon raizadae là một loài thực vật có hoa trong họ Hòa thảo. Loài này được S.K.Jain, Hemadri & Deshp. mô tả khoa học đầu tiên năm 1972.